# Mordechaj Cipori
Mordechaj Cipori, hebrejsky מרדכי צפורי‎, rodným jménem Mordechaj Hankovič-Hendin, hebrejsky מרדכי הנקוביץ׳-הנדין‎ (15. září 1924 Petach Tikva – 29. května 2017 Ramat Gan) byl izraelský politik, který v letech 1981 až 1984 zastával post ministra komunikací v izraelské vládě.

## Biografie
Narodil se v Petach Tikvě ještě během období britské mandátní Palestiny a studoval v náboženské škole. V roce 1939 vstoupil do Irgunu a v roce 1945 byl zatčen britskou správou a spolu s dalšími členy Irgunu a Lechi internován v Africe, konkrétně v Eritreji, Keni a Súdánu. Z internačního tábora v Eritreji se mu podařilo uprchnout, posléze však byl chycen a zadržován až do roku 1948, kdy Izrael vyhlásil nezávislost.
Po vzniku státu se stal profesionálním vojákem Izraelských obranných sil (IOS), kde působil až do roku 1976. Během jeho služby v armádě studoval na britské College for Command and Staff, na kterou úspěšně absolvoval v roce 1959, a na Telavivské univerzitě.
V letech 1962 až 1965 byl velitelem obrněného praporu, v roce 1968 se stal velitelem vojenské školy a v roce 1971 zástupcem velitelem obrněných sil. V roce 1973 byl jmenován velitelem velitelství a štábu a o rok později se stal zástupcem velitele operací při Generálním štábu. V roce 1976 odešel z armády v hodnosti generálporučíka.
Následující rok byl zvolen v parlamentních volbách poslancem za stranu Likud a v červnu 1977 jmenován náměstkem ministra obrany. Po dalších parlamentních volbách v roce 1981 se stal ministrem komunikací a mezi srpnem 1981 a říjnem 1983 byl krátce opět náměstkem ministra obrany. O svůj poslanecký mandát přišel ve volbách v roce 1984.